# Mònica Ramírez i Abella
Mònica Ramírez i Abella (Escaldes-Engordany, 27 de desembre de 1993) és una nedadora andorrana especialitzada en els 50, 100 i 200 metres esquena i els 50 i 100 metres lliures.
Debutà internacionalment al Campionat del Món de natació de 2009 disputat a Roma (Itàlia), en la prova de 50 metres esquena, quedant eliminada a la fase preliminar després d'acabar en 71è lloc amb un temps de 0:30.92.
Als Jocs Olímpics d'Estiu de la Joventut de 2010 celebrats a Singapur va disputar les proves de 50 i 100 metres esquena. En la distància curta va assolir l'11è lloc i en els 100 metres va quedar eliminada a la fase preliminar després de fer el vuitè millor temps de la seva sèrie amb una marca d'1:05.73 (20è lloc).
Al Campionat del Món de natació en piscina curta de 2010, celebrat a Dubai (Emirats Àrabs Units), participà en els 50, 100 i 200 metres esquena quedant en 42a, 45a i 27a posició, respectivament.
Als Jocs Olímpics de Londres 2012 participà en la prova de 100 metres esquena quedant eliminada a la fase preliminar (42è lloc) amb un temps d'1:07.72.
En el Campionat del Món de natació en piscina curta de 2012, organitzat a Istanbul (Turquia), participà en els 50, 100 i 200 metres esquena, així com en els 100 metres lliures. En aquella ocasió, no va poder millorar els resultats del mateix campionat que va disputar dos anys abans. Concretament va quedar en 39a, 51a, 37a i 65a posició, respectivament.
Als Jocs dels Petits Estats d'Europa de 2013, celebrats a Luxemburg, competí a les proves de 50 i 100 m. lliures, 100 i 200 m. esquena i 100 m. papallona. En cap d'elles aconseguí medalla per a la delegació andorrana després haver quedat en 7a, 10a, 6a, 6a i 10a posició respectivament.
Al Campionat del Món de natació de 2013, celebrat a Barcelona, es classificà per a disputar les proves de 50 i 100 metres lliures. A la prova de 50 m. lliures no va poder passar a semifinals després de fer el 59è millor temps, d'un total de 79 participants de la fase preliminar, amb un registre d'1:00.98.